# Parpeville
Parpeville är en kommun i departementet Aisne i regionen Hauts-de-France i norra Frankrike. Kommunen ligger  i kantonen Ribemont som ligger i arrondissementet Saint-Quentin. År 2022 hade Parpeville 192 invånare.

## Befolkningsutveckling
Antalet invånare i kommunen Parpeville
Referens: INSEE